# Józef Broel-Plater
Józef Broel-Plater, född 15 november 1890 i Kombuļi, död 30 juni 1941 i koncentrationslägret Dachau, var en polsk bobåkare. Han deltog vid olympiska vinterspelen 1928 i Sankt Moritz och placerade sig på 17:e plats.
Den 6 september 1940 internerades Broel-Plater i koncentrationslägret Dachau, där han senare dog.